# Francesco Sizzi
Francesco Sizzi foi um astrônomo italiano que viveu durante o século XVII, creditado como o primeiro a notar o movimento anual das manchas solares.
Ele também argumentou contra a existência dos satélites galileanos de Júpiter, descobertos por Galileu Galilei em 1610. Em 1611 publicou um livro, Dianoia astronomica, optica, physica, qua Syderei Nuncij rumor de quatuor planetis à Galilaeo Galilaeo mathematico celeberrimo recens perspicillì cuiusdam ope conspectis, vanus redditur. Auctore Francisco Sitio Florentino (em latim; em tradução livre: "Entendimento de astronomia, ótica e física, sobre um boato em Sidereus Nuncius sobre os quatro planetas vistos pelo célebre matemático Galileu Galilei com seu telescópio, mostrado como sendo infundado".) Seu principal argumento era astrológico (livro página 16). No macrocosmo existem sete planetas: dois favoráveis (beneficas), dois desfavoráveis (maleficas), dois luminares e o único Mercúrio, errático e indiferente (vagum & indifferens). No microcosmo a cabeça humana tem sete aberturas: duas narinas, dois olhos, duas orelhas e uma boca. Ele também observou que existem sete dias na semana, sete metais, etc. Dados todos estes conjuntos correspondentes de sete, claramente não havia lugar para os planetas extras que Galileu alegou ter descoberto. Então eles não existem.